# الشبكة متعددة المزودين
إن الشبكة متعددة المزودين (MBN) هي شبكة لديها القدرة على حمل حزم البيانات عبر واحد من عدة مزودين يكون بديلاً عن المزود الأصلي. ولنكن أكثر دقة، يجب تفسير مصطلح الشبكة متعددة المزودين على أنه بمعنى "الشبكة من النوع متعدد المزودين"، أو بعبارة أخرى، نظام الشبكة التي توفر عدة أنواع مزودين مختلفين لتوصيل حزم البيانات.

## معلومات عامة عن الشبكة متعددة المزودين
من أمثلة الشبكة متعددة المزودين مفهوم يعرف باسم بيئة الوسائط المتعددة للأجهزة المحمولة (MEMO). إضافة إلى ذلك، تدعم الشبكة متعددة المزودين تنقل أجهزة الحاسوب التي يمتلكها المشترك. من الأمثلة التي توضح إمكانية تنقل أجهزة الحاسوب هو ما يحدث عند نقل الآي بي، الذي يعد موضوعًا قياسيًا من خلال الهيئة الهندسية لتقوية الإنترنت (IETF).
تتمثل المشكلة الأساسية لهذا الابتكار في كيفية تحديد المزود الأمثل لكل حزمة بيانات في حالات متفاوتة في أي شبكة متعددة المزودين. إذ تختلف متطلبات جودة الخدمة لكل حزمة من حزم البيانات. قد تختلف الظروف والمواقف بسبب تحرك المشترك أو التغيرات التي تطرأ على تحميل الشبكة.

## ملخص موجز عن الشبكة متعددة المزودين
من براءة الاختراع

## استخدام الشبكة متعددة المزودين في الشركات
- إنفوماتريكس (Infomatrix)
- موتورولا (Motorola)
- سايبر فيجن (CyberVision)
- شبكات فيراز (Veraz_Networks)
- هواووي (Huawei)

## وصلات خارجية
- Packet routing in a multi-bearer-type network